# Death at a Funeral
Death at a Funeral (en España, Un funeral de muerte; en Hispanoamérica, Muerte en un funeral) es una comedia británica de 2007. Dirigida por Frank Oz y escrita por Dean Craig, está protagonizada por Matthew Macfadyen, Rupert Graves, Alan Tudyk y Peter Dinklage.

## Sinopsis
La historia está ambientada en Inglaterra y tiene lugar principalmente en una casa familiar. Daniel y su esposa Jane viven con sus padres. Se inicia la historia con el día del entierro del padre de Daniel y, mientras está en el proceso de organizar este evento, Daniel y Jane planean comprar un piso y alejarse de la casa paterna. El hermano de Daniel, Robert, un novelista de renombre que vive en la ciudad de Nueva York, preferiría gastar su dinero en un billete de avión de primera clase a Inglaterra que ayudar a financiar el funeral, dejando a Daniel para cubrir los gastos de entierro. A medida que los invitados comienzan a llegar a la casa familiar, donde el servicio fúnebre se llevará a cabo, se esfuerza por completar un discurso fúnebre, aunque todo el mundo espera que Robert, el escritor, será el encargado de pronunciarlo.
La prima de Daniel, Martha y su prometido Simon están desesperados por causar una buena impresión al padre de Martha. Sus esperanzas de hacerlo se esfuman cuando Martha le da lo que ella cree es Valium, pero que, en realidad, es una droga alucinógena fabricada por su hermano Troy, estudiante de Farmacia. De camino al funeral, Simon comienza a sentir los efectos de la pastilla.
Un asistente al sepelio, llamado Peter, al que nadie parece conocer, se presenta a Daniel, que está muy ocupado y le sugiere que hablen más tarde. El servicio comienza y el alucinado Simón, seguro de que ve el ataúd moviéndose, lo inclina, haciendo que el cuerpo se caiga al suelo. Durante el caos que siguió, Martha arrastra a Simón fuera, donde su padre le prohíbe casarse con él. Cuando se le explica a Simon por qué está reaccionando así, él entra en pánico y se encierra en un cuarto de baño. Martha intenta persuadirle para que abra la puerta mientras se aleja de los inoportunos avances amorosos de Justin, con quien una vez tuvo un lío de una sola noche, que lamenta profundamente y que quiere olvidar. Cuando la droga acaba controlando a Simon, éste sale por la ventana desnudo y ve a Justin besando a Marta. Pensar lo que él ve refleja sentimientos mutuos, él sube al techo, donde amenaza con saltar. Martha, con la esperanza de calmarlo, le revela que está embarazada.
Mientras que la mayoría de los invitados están distraídos por la aparente locura de Simon, Peter se reúne en privado con Daniel y Robert y les revela que era amante de su padre. Infeliz por no haber obtenido nada en las últimas voluntades de su padre, Peter revela fotografías que demuestran su relación, e intenta chantajear a la familia. Los hermanos entran en pánico, atacan a Peter, lo atan y, para calmarlo, le dan la misma droga alucinógena, creyendo también que es Valium. Peter logra liberarse pero, en su estado inducido por la droga, salta repetidamente en el sofá antes de caerse y golpear su cabeza sobre una mesa de café de cristal. Troy y el amigo de la familia, Howard, que estaban allí para vigilarlo, no le sienten el pulso, por lo que creen que está muerto. Obligados a deshacerse del cuerpo tan rápido y subrepticiamente como sea posible, Daniel y Robert deciden colocarlo en el ataúd con su padre.
El servicio se reanuda y el incómodo panegírico de Daniel se interrumpe cuando Peter salta del ataúd y las fotos comprometedoras salen de su bolsillo para que todos, incluida la viuda Sandra, las vean. En estado de shock, ataca a Peter y trata de ahogarlo hasta que es detenido por Robert. Daniel exige que todos permanezcan en calma y declara que su padre era un buen hombre, aunque claramente con secretos, y expone un inspirado tributo al hombre.
Por la noche, después de que todos los allegados y conocidos se hayan ido, Robert comunica a Daniel que planea llevarse a su madre para que él y Jane puedan finalmente comprar su propio piso y vivir solos como siempre quisieron. Su conversación se interrumpe cuando Jane aparece y les dice que tío Alfie se quedará esa noche por su ataque de pánico después de haber visto a Daniel y Robert mover el cuerpo. Ella también les dice que ella le dio un poco de "Valium", lo que sacude a Daniel y Robert. La escena corta a un tiro del tío Alfie en el tejado, desnudo como Simon había estado, quejándose de cómo "todo es tan jodidamente verde".

## Elenco
- Matthew Macfadyen - Daniel
- Rupert Graves - Robert
- Andy Nyman - Howard
- Kris Marshall - Troy
- Peter Dinklage - Peter
- Keeley Hawes - Jane
- Daisy Donovan - Martha
- Alan Tudyk - Simon
- Ewen Bremner - Justin
- Peter Vaughan - Tío Alfie
- Thomas Wheatley - El Reverendo
- Jane Asher - Sandra
- Peter Egan - Victor

## Remakes
- En 2009, se hizo una película hindi llamada Daddy Cool protagonizada por Sunil Shetty, Aashish Chaudhary y Rajpal Yadav.

- En 2010, se hizo un remake estadounidense con su mismo nombre protagonizada por Martin Lawrence, Chris Rock y Zoe Saldaña, entre otros y contando también, con la actuación de Peter Dinklage.

- En 2025, se hizo un remake español, Un funeral de locos. Una comedia dirigida por Manuel Gómez Pereira y escrita por Yolanda García Serrano.

- Datos: Q700871